# Bodhi-charia-avatara
El Bodhicaryāvatāra o Bodhisattvacaryāvatāra, traducido como  Guía para el modo de vivir del bodhisattva, El camino del Bodhisattva, etc. es un famoso texto del budismo mahāyāna.
El texto fue escrito en métrica sánscrita por Shantideva, monje de la universidad monástica de Nalanda, India, que vivió alrededor del año 700. Muchos estudiosos tibetanos han escrito comentarios a este texto.
Contiene diez capítulos dedicados al desarrollo de bodhicitta (el ánimo de iluminación) a través de la práctica de las seis perfecciones o pāramitās. El texto comienza por un capítulo que describe los beneficios del desear alcanzar la iluminación. 

## Capítulos de mayor importancia
El sexto capítulo, sobre la Pāramitā de la paciencia ('shanti' o paz interior) es considerado por muchos budistas el apogeo de escrituras de este tema y es la fuente de numerosas citas de Shantideva. 
Los eruditos tibetanos consideran que el noveno capítulo, "Sabiduría", es una de las exposiciones más sucintas de la vista filosófica madhyamaka. 
El décimo capítulo, "dedicatoria", es una de las plegarias mahayanas más populares.

## Índice de capítulos
1. Beneficios de la bodhicitta (el deseo de encontrar la iluminación para los demás)
2. Purificar malas acciones
3. Adoptar la mente de iluminación
4. Usar la consciencia
5. Guardar la vigilancia
6. La práctica de la Paciencia
7. La práctica del esfuerzo gozoso
8. La práctica de la concentración meditativa
9. La perfección de la sabiduría
10. Dedicación

## Discursos exegéticos y comentarios
Abundantes comentarios en la literatura tibetana (se cuenta que hubo más de cien, de los cuales quedan hoy unos doce), los de Jamgon Ju Mipham Gyatso por ejemplo. Su Santidad el Dalái lama ha dispensado en numerosas ocasiones comentarios a la obra de Shantideva y ha declarado "todo lo que sé de bodhicitta viene del bodhicaryavatara".

## Traducciones
Al español:
- Isidro Gordi, Destellos de Sabiduría, Ediciones Amara, Menorca, 1995 ISBN 978-84-920119-2-6
- Guía de las obras del Bodhisatva, Ed. Tharpa, Cádiz, 2004 ISBN 978-84-933148-2-8
- La práctica del Bodisatva, Ed. Dharma, Madrid, 2008 ISBN 978-84-96478-38-1
- Luis Ó. Gómez, Camino al despertar. Introducción al camino del boditsatva (Bodhicaryavatara), Ediciones Siruela, 2012 ISBN 978-84-9841-631-2

Versiones online:
- Bodhicharyavatara - Una Introducción a la Forma de Vida del Bodhisattva Cap. I al III, Traducción de Gustavo Villalobos
- Bodhicaryavatara Traducción del inglés al español por la Rev. Yin Zhi Shakya, corrector Upasaka Leonardo Ariel Romero
- Bodhisattvacharyavatara Traducido del francés Sur l'océan du mahayana por L.C.Duverran, 1998

Al francés:
- Louis Finot, La marche vers l´éveil, 1927
- Geshe Lobsang Tengyé, Sur l'océan du mahayana, Editions Vajra Yogini, 1993

Al inglés:
- Kate Crosby and Andrew Skilton, ISBN 0-19-283720-6 (paperback) e ISBN 1-899579-49-4
- Marion Matics (como Entering the Path of Enlightenment)
- Stephen Batchelor (como A Guide to the Bodhisattva's Way of Life)
- Geshe Kelsang Gyatso
- Alexander Berzin (como Engaging in Bodhisattva Behavior)
- Padmakara Translation Group (The Way of the Bodhisattva) Shambala, 1997, ISBN 1-57062-253-1